# Ейрсом Парк
«Ейрсом Парк» (англ. Ayresome Park) — футбольний стадіон у Мідлсбро, Англія. Побудований до сезону 1903/04 і з того часу був домашнім стадіоном футбольного клубу «Мідлсбро» до 1995 року, поки не був побудований новий стадіон «Ріверсайд».

## Історія
«Мідлсбро» раніше грав на «Лінтгорп Роуд», але вихід у Футбольну лігу Англії означав, що був потрібний покращений стадіон. «Ейрс Парк» був побудований на Парадайз Філд, ділянці суміжній зі старим стадіоном команди «Мідлсбро Айронополіс», яка грала у Футбольній лізі в сезоні 1893/94.
Рекорд відвідуваності (53 802 осіб) було встановлено 27 грудня 1949 року, коли «Мідлсбро» грав з «Ньюкасл Юнайтед». «Ейрсом Парк» був також одним із стадіонів, що приймали чемпіонат світу 1966 року. Три гри тут грали збірні СРСР, КНДР, Італії та Чилі. КНДР у Італії виграла 1:0, що вибило з чемпіонату світу одну з найсильніших футбольних націй і сенсаційно вивело корейців у чвертьфінал. Однак, відвідуваність на «Ейрсом Парк» була найнижчою на всьому турнірі: всього лише 15 887 осіб відвідали матч КНДР проти Чилі.
До початку 1990-х стадіон застарів і гостро постала потреба осучаснити його, тим більше доповідь Тейлора наказала всім клубам Прем'єр-ліги та Футбольної ліги обладнати свої стадіони тільки сидячими місцями до початку сезону 1994/95. Навколишній житловий масив обмежив можливість розширення стадіону, і тому, оскільки клуб бажав значно більшої місткості своєї арени, було прийнято рішення про будівництво нового стадіону в іншому місці.
В останній грі на «Ейрсом Парк», яка відбулася 30 квітня 1995 року, опонентом був «Лутон Таун». «Міддлсбро» виграв 2:1, що забезпечило йому вихід у Прем'єр-лігу.
«Ейрсом Парк», який тимчасово був збережений як тренувальне поле до будівництва нового стадіону, був демонтований на початку 1997 року. Ділянка стадіону — тепер район житлової забудови.
Ворота з «Ейрсом Парк» були встановлені зовні головного входу в новий стадіон «Ріверсайд».

## Матчі ЧС-1966
| Вівторок, 12 липня 1966 19:30 BST |

| СРСР                               | 3–0      | Північна Корея |
| ---------------------------------- | -------- | -------------- |
| Малофєєв 31', 88' Банішевський 33' | Протокол |                |

| «Ейрсом Парк», Мідлсбро Глядачів: 22,568 Арбітр: Хуан Гардеасабаль Гарай (Spain) |

| П’ятниця, 15 липня 1966 19:30 BST |

| Чилі              | 1–1      | Північна Корея   |
| ----------------- | -------- | ---------------- |
| Маркос 26' (пен.) | Протокол | Пак Син Чжін 88' |

| «Ейрсом Парк», Мідлсбро Глядачів: 15,887 Арбітр: Алі Канділь (Об'єднана Арабська Республіка) |

| Вівторок, 19 липня 1966 19:30 BST |

| Північна Корея | 1–0      | Італія |
| -------------- | -------- | ------ |
| Пак Ду Ік 42'  | Протокол |        |

| «Ейрсом Парк», Мідлсбро Глядачів: 18,727 Арбітр: П'єр Швінт (France) |

## Галерея

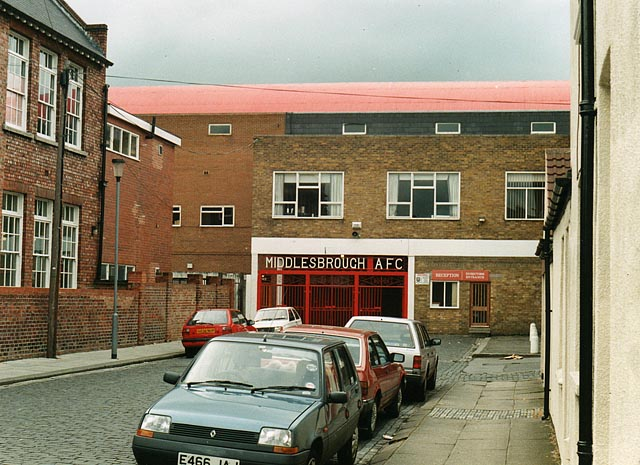
Головний від на «Ейрсом Парк». 1995 рік.
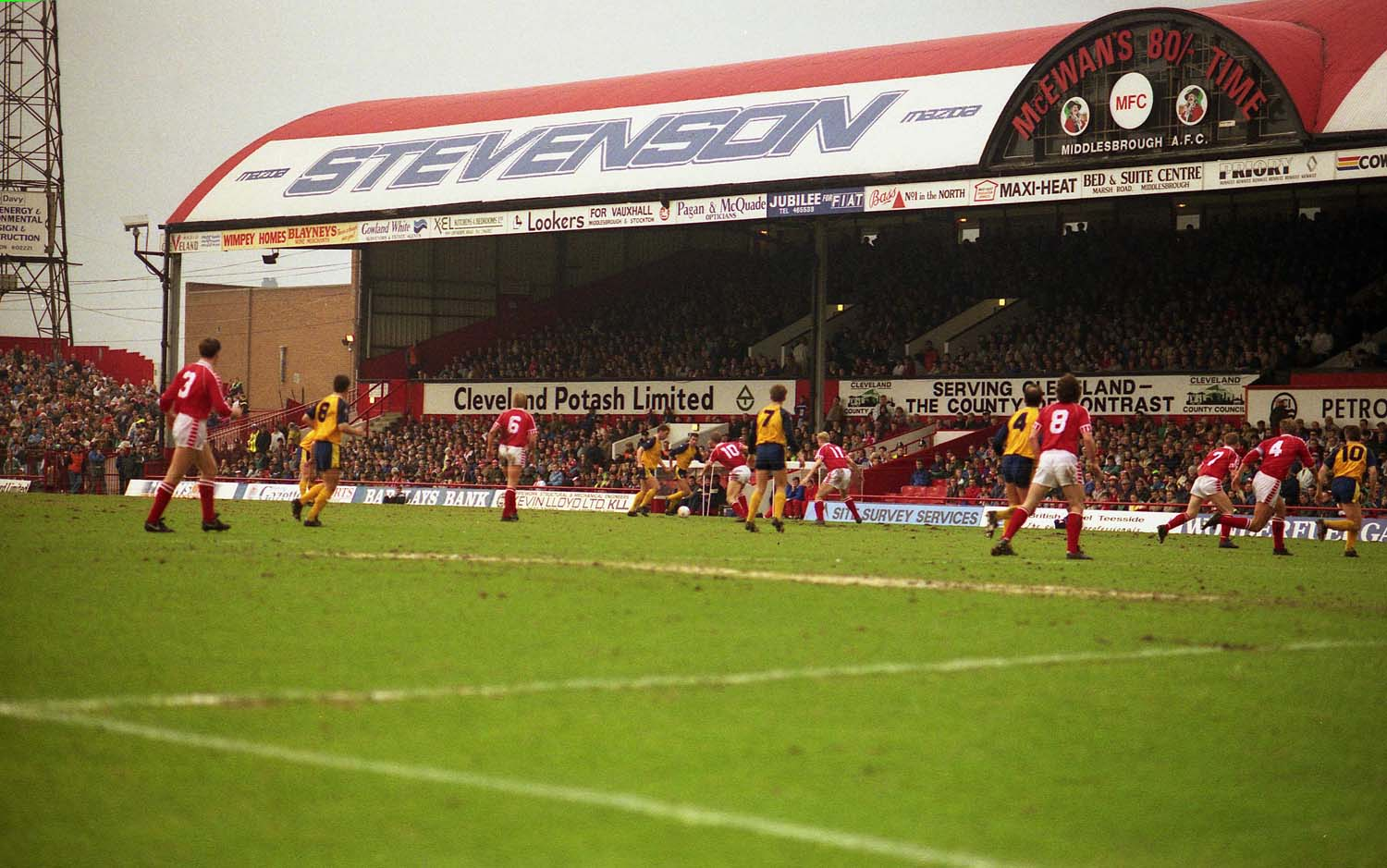
Матч «Мідлсбро» на «Ейрсом Парку» у 1991 році.
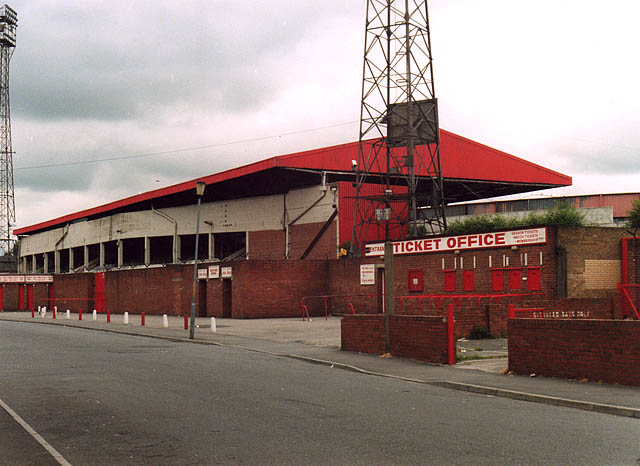
Східна трибуна «Ейрсом Парку» в 1995 році.